# Архиепархия Лос-Альтос Кесальтенанго-Тотоникапана

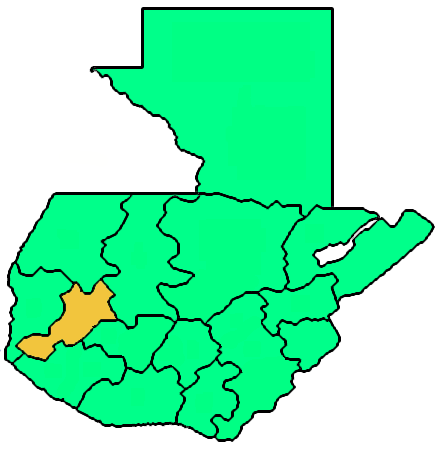
Карта архиепархии Лос-Альтос Кесальтенанго-Тотоникапана

Архиепархия Лос-Альтос Кесальтенанго-Тотоникапана (лат.  Archidioecesis Altensis, Quetzltenanguensis-Totonicapensis ) — архиепархия Римско-Католической церкви с центром в городе Кесальтенанго, Гватемала. Архиепархия Лос-Альтос Кесальтенанго-Тотоникана распространяет свою юрисдикцию на департаменты Кесальтенанго и Тотоникапан. В митрополию Лос-Альтос Кесальтенанго-Тотоникапана входят епархии Киче, Сан-Маркоса, Сололы-Чимальтенанго, Сучитепекаса-Реталулеу, Уэуэтананго, апостольские викариаты Исабаля, Эль-Петена. Кафедральным собором архиепархии Лос-Альтос Кесальтенанго-Тотоникапана является церковь Святого Духа. В городе Тотоникапан находится сокафедральный собор Святого Архангела Михаила.

## История
27 июля 1921 года Римский папа Пий XI издал буллу Suprema, которой учредил епархию Лос-Альтоса, выделив её из архиепархии Гватемалы. В этот же день епархия Лос-Альтоса вошла в митрополию Гватемалы.
10 марта 1951 года епархия Лос-Альтоса передала часть своей территории для возведения новых епархий Сан-Маркоса и Епархия Сололы (сегодня — Епархия Сололы-Чимальтенанго).
13 февраля 1996 года Римский папа Иоанн Павел II выпустил буллу De spirituali Christifidelium, которой возвёл епархию Лос-Альтоса в ранг архиепархии, которая стала называться как епархия Лос-Альтоса Кесальтенанго-Тотоникапана.
31 декабря 1996 года архиепархия Лос-Альтоса Кесальтенанго-Тотоникапана передала часть своей территории для возведения новой епархии Сучитепекаса-Реталулеу.

## Ординарии архиепархии
- епископ Jorge García Cabalieros (30.06.1928 — 5.04.1955);
- епископ Luis Manresa Formosa (30.11.1955 — 30.05.1979);
- епископ Óscar García Urizar (4.03.1980 — 8.01.1987);
- архиепископ Victor Hugo Martínez Contreras (4.04.1987 — 19.04.2007);
- архиепископ Óscar Julio Vian Morales (19.04.2007 — 2.10.2010) — назначен архиепископом Гватемалы;
- архиепископ Mario Alberto Molina Palma (14.07.2011 — 10.12.2024, в отставке);
- архиепископ Víctor Hugo Palma Paúl (10.12.2024 — по настоящее время).

## Источник
- Annuario Pontificio,  Libreria Editrice Vaticana, Città del Vaticano, 2003, ISBN 88-209-7422-3
- Булла Suprema Архивная копия от 27 марта 2010 на Wayback Machine, AAS 20 (1928), стр. 297  (лат.)
- Булла De spirituali Christifidelium Архивная копия от 18 мая 2014 на Wayback Machine  (лат.)